# Nowy Wiśnicz

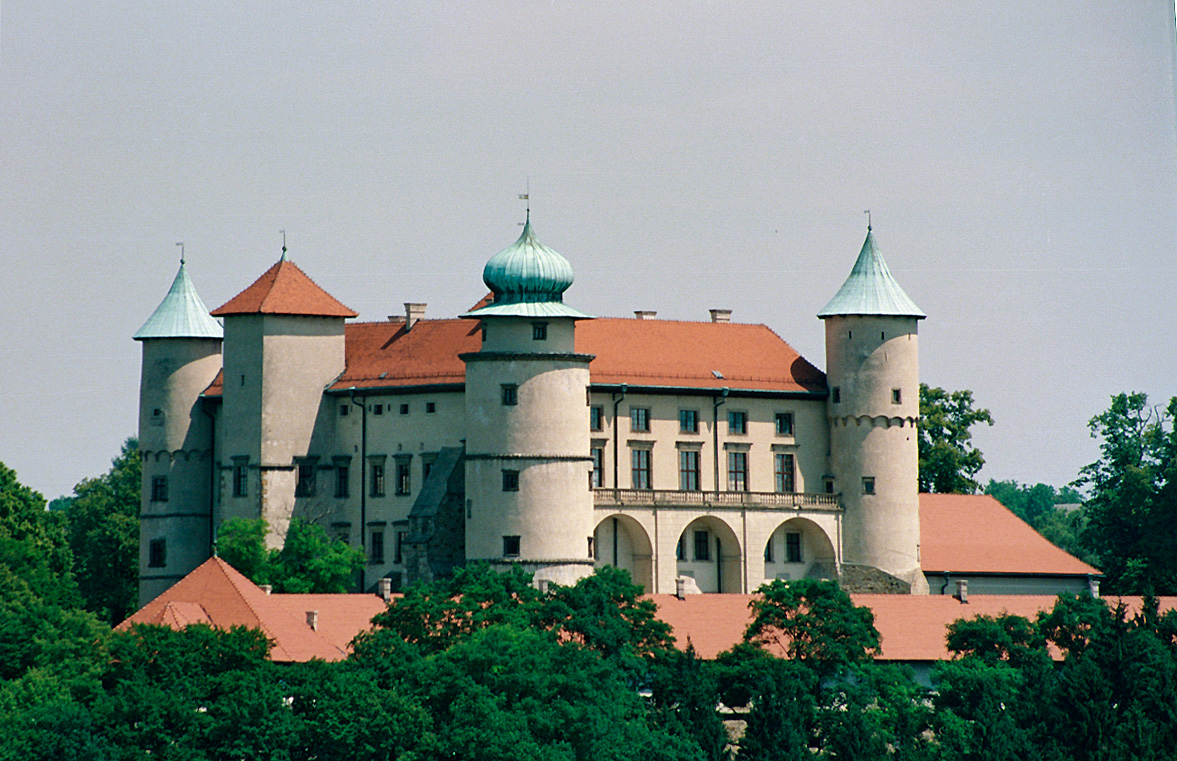
Castelul din Nowy Wiśnicz.

Nowy Wiśnicz este un orășel în județul Bochnia, Voievodatul Polonia Mică, cu o populație de 2763 locuitori (2008) în sudul Poloniei la 8 km de Bochnia.
Biserica carmelită din Nowy Wiśnicz a fost fondată de către Stanisław Lubomirski, voievodul Cracoviei, pentru a comemora victoria asupra turcilor în Bătălia de la Hotin (1621)  Aceasta a fost construită pe baza proiectului arhitectului Matteo Trapola între anii 1631-1635. Interiorul a fost decorat cu abundență cu decorații de stuc în stil baroc de Giovanni Battista Falconi, frescele au fost pictate de Mathäus Ingermann, 8 altare de marmură, cu picturi în ulei de Ingermann și, probabil, de José de Ribera (fondatorul a fost un pasionat colecționar de artă europeană). Între 1942-1944 interiorul a fost devastat de germani și în cele din urmă biserica a fost demolată.

## Personalități născute aici
- Juliusz Kossak (1824 - 1899), pictor.